# Francisco Viñas
Francisco Viñas, cuyo nombre de nacimiento era Francesc Viñas i Dordal y también era conocido como Francesco Vignas en las etiquetas de las grabaciones de gramófono así como en Italia, (Moyá, Barcelona; 27 de marzo de 1863 – Barcelona; 14 de julio de 1933) fue un tenor español.

## Biografía
De origen humilde, trabajó siendo niño de pastor, pero dada su inclinación a la música aprendió, posiblemente en la iglesia parroquial, los rudimentos de solfeo y clarinete.
En 1879 se trasladó a Barcelona para trabajar en una fábrica, alojándose en casa de una tía. Entró en el Conservatorio donde fue alumno del maestro Gonzalo Tintorer.
En 1888, y en vísperas de su debut en Mataró, le llegó su oportunidad cuando el maestro Joan Goula le ofreció la posibilidad de cantar, el 9 de febrero, en el Teatro del Liceo de Barcelona, Lohengrin, obra que cantaría más de 120 veces en los tres años posteriores.
En 1889 debutó en el Teatro alla Scala de Milán con Lohengrin donde obtuvo un controvertido triunfo. En los años siguientes, Viñas cantó en los principales teatros italianos como en el Teatro Regio (Turín), el Teatro Carlo Felice de Génova y la propia Scala de Milán; añadiendo a su personaje de Lohengrin otros que le darían gran fama, tales como los de Mefistófeles de Arrigo Boito, Cavalleria Rusticana de Mascagni y La africana de Meyerbeer.
En 1893 actuó en el Covent Garden de Londres.
En 1894 en el Teatro de San Carlo de Nápoles.
En 1895 en el Metropolitan Opera House de Nueva York. Ese mismo año canto Tannhäuser en Génova, sustituyendo al tenor Battista de Negri, y de nuevo en el Covent Garden.
En 1897 cantó en el Teatro Costanzi de Roma.
En 1904 cantó en el Teatro alla Scala de Milán la ópera Germania de Alberto Franchetti, alternándose con el tenor Zenatello, siendo la crítica más favorable a este último que al español, lo que supuso que no volviera a cantar más en tan prestigioso coliseo.
Posteriormente fue añadiendo a su repertorio los diversos personajes wagnerianos, de cuya causa fue entusiasta: 
En 1908, Tristán e Isolda, en el Teatro San Carlos de Lisboa, y posteriormente en el Teatro del Liceo de Barcelona y en el Teatro Real de Madrid.
El 31 de diciembre de 1913, Parsifal, en el Teatro del Liceo de Barcelona, con Margot Kaftal, Cesare Formichi y Vincenzo Bettoni, todos bajo la dirección musical de Franz Beidler. En aquella velada, al cumplirse los 30 años del estreno de Parsifal, se eliminó la prohibición wagneriana de no representar dicha obra fuera de Bayreuth, siendo el Gran Teatro del Liceo el primer coliseo en representar legalmente Parsifal.
En 1916 regresó al Teatro del Liceo de Barcelona con Tannhäuser.
En 1918 cantó por última vez en el Teatro del Liceo de Barcelona, la ópera Acté, de Juan Manén.
Tras su retiro de los escenarios, se dedicó a dirigir en su ciudad natal, Moyá, la Fiesta del Árbol Frutal que él mismo había instituido en 1904.
Viñas se especializó en el repertorio wagneriano. Cantó Lohengrin y Tannhäuser en los primeros años de su carrera, más tarde incorporó ''Tristán e Isolda y por último, a partir de 1913, Parsifal. Otras obras habituales en su repertorio fueron Mefistófeles de Boito, Aída de Verdi, Lucia di Lammermoor de Donizetti o Cavalleria Rusticana de Mascagni. Curiosamente, y aunque estaba magníficamente dotado para hacerlo, nunca cantó el Otello de Verdi, salvo en algún fragmento discográfico.

## Estilo Vocal

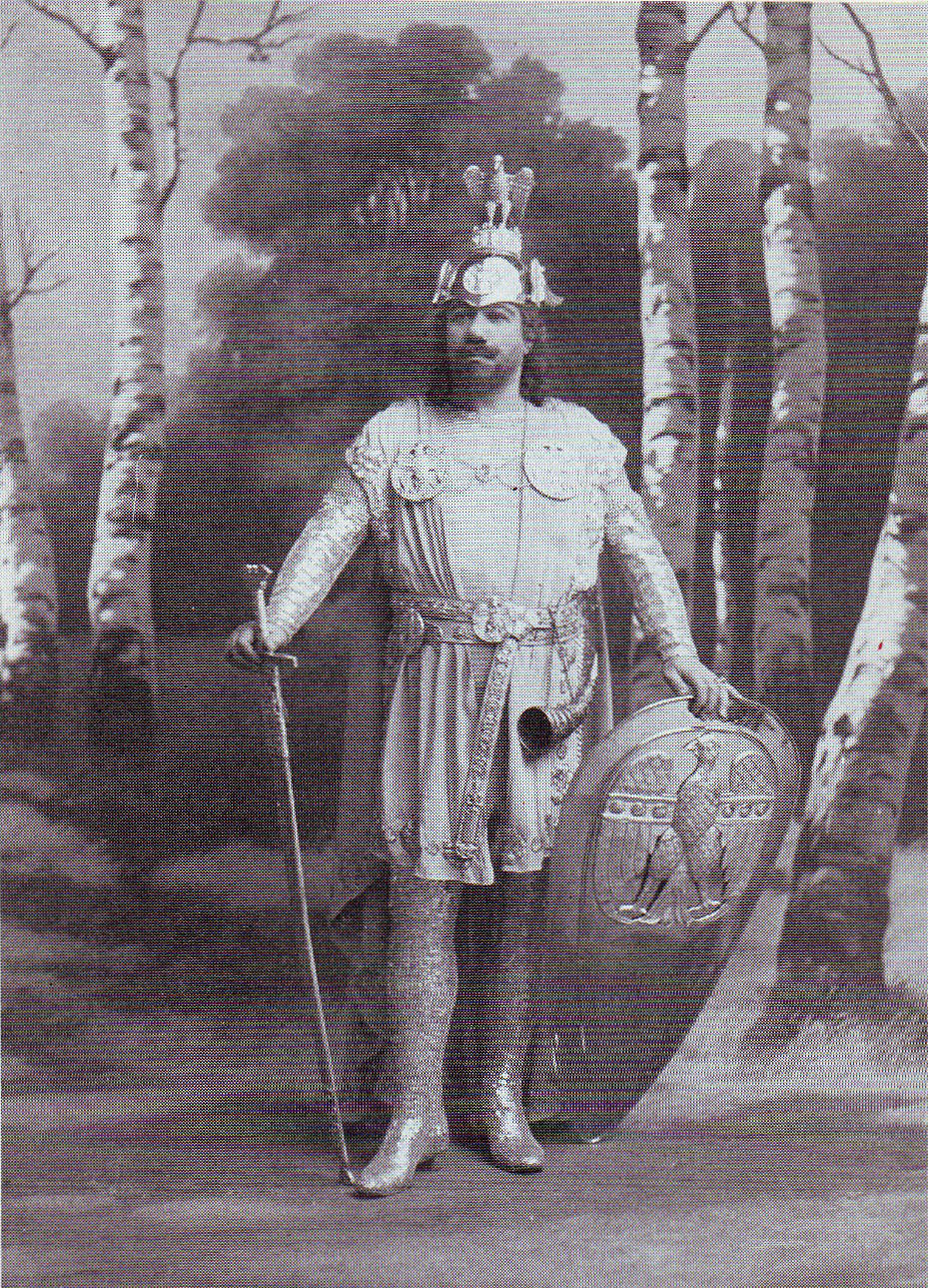
Lohengrin.

Este gran tenor es el prototipo de la escuela italiana de canto. La sonoridad de su voz no estaba enmarcada en ningún registro concreto, sino que podríamos calificarla como de integral. Era a la vez un gran tenor lírico y un extraordinario heldentenor. Formó parte, junto con Julián Gayarre de una raza de tenores casi extinguida a principios del siglo XX. En su época, sólo le igualaba el algo más joven tenor wagneriano Giuseppe Borgatti.
Poseía un estilo elegante y una voz bella y limpia, aunque algo neutra, un timbre claro y una dicción perfecta, que le hicieron ser el sucesor del insigne Julián Gayarre y que como él, alternaba y fundía magistralmente los registros de pecho y cabeza.

## Discografía
De Francisco Viñas se conocen 68 registros, grabados en el año 1903 para el sello inglés Gramophone & Typewriter, precursor de His Master's Voice, y entre 1905 y 1912 por la firma milanesa Fonotipia. En la actualidad, todo este material se ha vuelto a reeditar en CD por dos discográficas: la española Aria Recording (“Les nostres veus retrobades”) y el sello Ward Marston Records (The complete Francisco Viñas)
La discográfica Rubini recopiló las grabaciones de gramófono en disco de larga duración, en donde figuran fragmentos de Aída, Rienzi, Tannhäuser, Tristán e Isolda, Lohengrin, La Valquiria, Lucrezia Borgia de Donizetti y Lorenza de Mascheroni.
El sello Accord, en 1978, publicó fragmento de El profeta de  Meyerbeer. 
Así mismo, La Voz de su Amo en su colección “A records of singers”, incluyó el aria “Sopra Berta” de “El profeta” de Meyerbeer de 1906.
Ya en CD, La discográfica Memories en el volumen primero de su colección “Un siglo de voces en el Teatro Carlo Felice de Génova” incluyó la grabación original de 1905 (Discográfica Fonotipia) del aria “O paradiso” de La africana de Meyerbeer.
El sello Pearl, en su colección “Covent Garden on Records”, incluye fragmentos de Lohengrin y Aída.